# Gabinet De la Fontaine
El Gabinet De la Fontaine va formar el govern de Luxemburg des de l'1 d'agost de 1848 al 2 de desembre de 1848.

## Antecedents
Després que va entrar en vigor la Constitució de Luxemburg l'1 d'agost de 1848, les primeres eleccions a la Cambra de Diputats es van organitzar el 28 de setembre. Aquest fet només havia arribat a ésser possible després de l'agitació popular que havia esclatat sota el governador Gaspard-Théodore-Ignace de la Fontaine al març de 1848. El 15 de març, el govern i el Rei-Gran Duc Guillem II van cercar la conciliació amb el poble. La censura va ser abolida, i una Assemblea Constituent de Luxemburg es va realitzar a Ettelbruck, on es va redactar una nova constitució. El text de la nova Constitució, va ser adoptat el 23 de juny.
Després de les eleccions, De la Fontaine, Vendelin Jurion, Charles-Mathias Simons i Jean Ulveling van ser membres del nou govern; Théodore Pescatore va dimitir i va ser substituït per Jean-Pierre André.
Els membres del nou govern van rebre nous títols: De la Fontaine va ser nomenat «President del Consell de Govern», i els seus «ministres» van tenir el títol d'«administrador general».
La nova Constitució va permetre a la Cambra exercir un gran control sobre el govern, que va haver d'informar de les seves accions a Cambra, els decrets del Rei-Gran Duc van anar contra-signats pel govern -que, per tant, es va fer el càrrec d'ells- i la Cambra va votar en el pressupost.

## Composició
- Gaspard-Théodore-Ignace de la Fontaine: President del Consell de Govern, Administrador General Adjunt d'Afers Estrangers, Justícia i Cultura
- Vendelin Jurion: Administrador General d'Interior
- Charles-Mathias Simons: Administrador General Adjunt d'Assumptes Comunals
- Jean-Pierre André: Administrador General «interí» d'Obres Públiques, Comunes i Assumptes Militars
- Jean Ulveling: Administrador General de Finances

## La política nacional
De la Fontaine només tenia una escassa majoria a Cambra. Especialment els liberals desconfiaven d'ell. A nivell nacional, dos temes van predominar en aquest període: la llei comunal, que va establir límits en l'autonomia de les comunitats i al control del govern, i la llei de naturalització, que va provocar que el govern perdés la confiança de la Cambra, per la qual cosa va haver de dimitir el 2 de desembre 1848.

### La política exterior
El govern De la Fontaine va tractar d'aconseguir una forta integració en el Confederació Alemanya, per temor a les influències revolucionàries de França i Bèlgica. El govern, en contra dels desigs de l'opinió pública, va prendre part activa en la política alemanya, i fins i tot va donar suport a la decisió de l'Assemblea Constituent d'enviar delegats luxemburguesos a la Dieta de Francfort, on van debatre sobre la unitat alemanya.